# Горизонтов, Пётр Дмитриевич
Пётр Дмитриевич Горизо́нтов (3 [16] сентября 1902, Щучинская или Петропавловск, Акмолинская область — 11 октября 1987, Москва) — советский патофизиолог и радиобиолог, доктор медицинских наук, академик АМН СССР, профессор, ученик А. А. Богомольца.

## Биография
Пётр Горизонтов родился 3 (16) сентября 1902 года в семье православного священника храма Семи отроков Эфесских Амфилохия Кузьмича Горизонтова в станице Щучинской юротового станичного надела Сибирского казачьего войска в Кокчетавском уезде Акмолинской области Степного генерал-губернаторства, ныне город Щучинск — административный центр Бурабайского района Акмолинской области Республики Казахстан. Амфилохий Кузьмич Сафонов (16 (28) ноября 1871 года — 14 декабря 1953) получил фамилию Горизонтов в связи с переходом в духовное сословие. Щучинская церковь относилась к Омской епархии.
Пётр Горизонтов получил отчество Дмитриевич из-за ошибки паспортистки в 1920-е годы, по документам он родился в городе Петропавловске Петропавловского уезда Акмолинской области Степного генерал-губернаторства, ныне город — административный центр Северо-Казахстанской области Республики Казахстан.
В семье Амфилохия Кузьмича было семь детей. Пётр учился в Омском кадетском корпусе.
В 1916 году Амфилохия Горизонтова перевели в Тобольскую епархию и он стал служить в Кургане и его сын учился три года в Курганской мужской гимназии вместе с двумя будущими известными деятелями — писателем Алексеем Юговым и инженером Борисом Балакшиным. Во время учёбы в гимназии Югов и он сам издавали рукописный журнал «Весна».
В 1922 году поступил в Омский государственный медицинский институт, который окончил в 1927 году и решил связать свою жизнь с Минском и переехал туда и устроился ассистентом в Институт свиноводства ВАСХНИЛ и работал очень хорошо, пока его коллега из-за зависти написал донос в ОГПУ, что он способствовал заболеванию скота сибирской язвой и назвал его врагом народа. 26 марта 1931 года он был арестован. Приговорен Коллегией ОГПУ 29 января 1932 года по статьям 69, 76 УК БССР, признан членом контрреволюционной вредительской организации, существовавшей в системе Наркомздрава БССР. Приговор: зачтен в наказание срок предварительного заключения. Реабилитирован 27 июля 1956 года Судебной коллегией Верховного суда БССР.
Просидев некоторое время в тюрьме, он был выпущен на свободу и ему предложили несколько городов для дальнейшей работы и проживания, так он отправился в Магнитогорск, где он заведовал лабораторией и занимался вопросами физиологии труда. Отлично зарекомендовав себя, в 1934 году был приглашён в Москву и был направлен в 1-й Московский медицинский институт, где проработал вплоть до 1952 года, сначала ассистентом кафедры патофизиологии, а с 1941 года — его заведующим. Профессор с 1939 года. В годы Великой Отечественной войны 1-й Московский медицинский институт был эвакуирован в Уфу, где он стал директором филиала.
Деятельность сотрудников филиала была отмечена благодарственной телеграммой Иосифа Сталина. С 1953 по 1960 год возглавлял кафедру патофизиологии Центрального института усовершенствования врачей, одновременно с этим с 1952 по 1962 год заведовал лабораторией Института биофизики. В конце 1950-х годах назначен на должность заместителя директора Института биофизики Министерства здравоохранения СССР, а в 1962 году был избран директором данного института, данную должность занимал вплоть до 1968 года.
Участвовал в медицинских исследованиях в рамках программы испытания ядерного оружия в СССР.
Пётр Дмитриевич Горизонтов скончался 11 октября 1987 года в городе Москве. Похоронен на Кунцевском кладбище, ныне Можайского района Западного административного округа города Москвы, участок 12.

## Научные работы
Основные научные работы посвящены изучению обменных процессов в головном мозге.
- 1940 — впервые показал роль нейроглии в холестериновом обмене.
- Установил изменения состава крови на разных стадиях «стресс-реакций».

Автор более 150 научных работ, в том числе:
- Горизонтов, П. Д. Значение головного мозга в холестериновом обмене. — М.: 1-й моск. мед. ин-т, 1940. — 132 с. — 1000 экз.[10]
- Горизонтов, П. Д. Значение трудов И.П. Павлова в физиологии и патологии кровообращения. — М.: Акад. мед. наук СССР, 1949. — 39 с. — 3000 экз.[11]
- Горизонтов, П. Д. Учение Павлова о физиологии кровообращения. — Киров: Кировская правда, 1953. — 6 с. — 1000 экз.[12]
- Горизонтов, П. Д. Вопросы патологической физиологии в трудах И.П. Павлова. — М.: Медгиз, 1952. — 344 с. — 15 000 экз.[13]
- Патологическая физиология острой лучевой болезни / Под ред. П. Д. Горизонтова. — М.: Медгиз, 1958. — 375 с. — 6000 экз.[14]
- Вопросы патогенеза, экспериментальной терапии и профилактики лучевой болезни / Под ред. П. Д. Горизонтова. — М.: Медгиз, 1960. — 432 с. — 5000 экз.[15]
- Горизонтов, П. Д., Даренская Н. Г., Домшлак М. П., Цыпин А. Б. К вопросу об общих проблемах радиочувствительности. — М., 1965. — 37 с. — 280 экз.[16]
- Горизонтов, П. Д., Протасова Т.Н. Роль АКТГ и кортикостероидов в патологии. — М.: Медицина, 1968. — 335 с. — 5000 экз.[17]
- Патологическая физиология экстремальных состояний / Под ред. П. Д. Горизонтова, Н.Н. Сиротинина. — М.: Медицина, 1973. — 383 с. — 5000 экз.[18]
- Горизонтов, П. Д., Савич А. В., Жестянников В. Д. м др. Радиационное поражение и восстановление структур и функций макромолекул / Под ред. А. В. Савича. — М.: Медицина, 1977. — 280 с. — 3000 экз.[19]
- Белоусова О.И., Горизонтов, П. Д., Федотова М. И. Радиация и система крови. — М.: Атомиздат, 1979. — 126 с. — 1700 экз.[20]
- Современные проблемы реаниматологии / Под ред. П. Д. Горизонтова, А.М. Гурвича. — М.: Медицина, 1980. — 294 с. — 21 000 экз.[21]
- Горизонтов, П. Д., Белоусова О. И., Федотова М. И. Стресс и система крови. — М.: Медицина, 1983. — 239 с. — 1944 экз.[22]

## Членство в обществах
- 1952—62 — член-корреспондент АМН СССР.
- 1956—61 — председатель Всесоюзного общества патофизиологов.
- 1962—87 — академик АМН СССР.

## Награды и премии
- Орден Ленина, трижды.
- Орден Октябрьской Революции.
- Орден Трудового Красного Знамени.
- Орден Знак Почёта.
- Ленинская премия, 1963 год.
- Премия имени А. А. Богомольца, 1979 год.
- Государственная премия СССР, 1987 год (посмертно).
- Ряд других научных медалей.